# Віллі Стіл
Вільям Семюел Стіл (англ. William Samuel Steele; нар. 14 липня 1923 — пом. 19 вересня 1989) — американський легкоатлет, який спеціалізувався в стрибках у довжину.

## Із життєпису
Олімпійський чемпіон зі стрибків у довжину (1948).
Дворазовий чемпіон США зі стрибків у довжину (1946, 1947). Срібний призер чемпіонату США зі стрибків у довжину (1942).
Переможець олімпійських відбіркових змагань США зі стрибків у довжину (1948).

## Визнання
- Член Зали слави легкої атлетики США (2009)